# Casa Buzzoni
Casa Buzzoni è un edificio di Milano situato in via Bocchetto n. 13.

## Storia e descrizione
Il palazzo fu costruito nel XVIII secolo nel cosiddetto barocchetto teresiano: stile barocco lombardo a metà strada tra il classicismo barocco lombardo del Seicento e il rococò. Il portale in pietra presenta un arco a più curve che termina con un conchiglione sulla chiave di volta ed è sormontato da un balcone con parapetto in ferro battuto. Il secondo piano presenta balconcini sempre in ferro battuto che riprendono le trame di quello principale del primo piano e sono retti da mensole in stucco che rappresentano sinuosi elementi decorativi ispirati al conchiglione del portale.